# 높이척도
높이척도(scale height, 문화어: 척도높이)는, 다양한 분야의 과학적 맥락에서, 어떤 양이 자연상수 e(=2.71828)에 대해 지수적으로 감소하는 거리다.
예컨대, 행성의 대기에서, 수직 위로 상승함에 따라 대기압은 지수적으로 감소한다. 이때 높이척도 H는 다음과 같이 정의된다.
{\displaystyle H={\frac {kT}{Mg}}}
이때
- k = 볼츠만 상수 = 1.38 x 10−23 J·K−1
- T = 평균 대기 온도(단위 켈빈) = 250 K[4]
- M = 건조 공기의 평균 분자량(단위 kg)
- g = 행성 표면에서 중력 가속도(단위 m/s²)

우리 태양계의 천체들의 높이척도는 다음과 같다.
- 금성 : 15.9 km[5]
- 지구 : 8.5 km[6]
- 화성 : 11.1 km[7]
- 목성 : 27 km[8]
- 토성 : 59.5 km[9]

- 타이탄 : 40 km

- 천왕성 :  27.7 km[11]
- 해왕성 : 19.1 - 20.3 km[12]

## 같이 보기
- 시간 상수